# Cratere Tindr
Tindr è un cratere da impatto di 75,8 km di diametro presente sulla superficie di Callisto, satellite di Giove. È intitolato a uno degli antenati di Óttar, personaggio della mitologia norrena. Il cratere presenta una cavità centrale, caratteristica comune ad altri crateri su Callisto.